# Amphicnaeia nigra
Amphicnaeia nigra är en skalbaggsart som beskrevs av Maria Helena M. Galileo och Martins 2001. Amphicnaeia nigra ingår i släktet Amphicnaeia och familjen långhorningar. Inga underarter finns listade i Catalogue of Life.